# حیدرآباد (عباس‌آباد)
حیدرآباد روستایی در دهستان لنگارود شرقی بخش مرکزی شهرستان عباس‌آباد استان مازندران ایران است.

## جمعیت
بر پایه سرشماری عمومی نفوس و مسکن در سال ۱۳۹۵ جمعیت این روستا ۲۶۷ نفر (۸۹ خانوار) بوده‌است. مردم حیدرآباد از قومیت طبری هستند مردم حیدرآباد به زبان طبری (مازندرانی) سخن می‌گویند.